# Аменхотеп IV Ехнатон
Аменхоте́п IV Ехнато́н (Аменофіс) (? — 1358 до н. е.) — фараон-реформатор Єгипту з XVIII династії приблизно з 1377 до 1358 р. до н. е., син Аменхотепа ІІІ та нубійської царівни Тіі (Теї), був одружений (за звичаєм фараонів) на своїй зведеній сестрі Нефертіті.
Аменхотеп IV провів релігійну реформу, проголосивши Атона єдиним державним богом, а себе — його пророком. Цим самим він перший у відомій історії замінив стародавній політеїзм на монотеїзм. Метою його реформи було зменшення влади жерців (особливо жерців Амона з Фів). Під час реформи він змінив своє ім'я, яке означало «Амон задоволений» на Ехнатон («Блиск Атона» чи «Корисний для Атона» або «Щит Атона»). Після смерті Ехнатона реформа була скасована, його син і наступник Тутанхамон відновив старі релігійні обряди й залишив столицю Ехнатона — місто Ахетатон. Жерці, проти яких і була, власне, спрямована реформа, швидко відновили шанування Амона-Ра, повернули свою владу і зробили все можливе, щоб ім'я Ехнатона було назавжди забуто.
Поблизу теперішнього поселення Телль-ель-Амарна фараон збудував нову столицю, місто Ахетатон, і численні храми, присвячені Атонові. Тільки завдяки тому, що археологи знайшли столицю проклятого фіванськими жерцями фараона-реформатора — Ахатетон, його історія стала відома науці.
Роки правління 1372—1354 до н. е.

## Релігійно-політична реформа Ехнатона

### Передумови проведення реформи
Під час останніх років царювання Аменхотепа III правлячі круги Єгипту насолоджувалися миром і могутністю своєї країни, забезпеченими нескінченними звитяжними походами попередників Аменхотепа III. Єгипет став передовою світовою державою. Ніщо не провіщало грядущої грози, що вибухнула під час правління сина Аменхотепа III, Аменхотепа IV (Ехнатона). Переворот Ехнатона був не одноразовою подією, а тривалим, розтягнувся на декілька років процесом, що привернув згодом пильну увагу учених. Цій події присвячено немало робіт, що містять цікаві, деколи взаємовиключні гіпотези.
Вже в деяких текстах часів Аменхотепа III, батька Ехнатона, зустрічається слово «Атон», що означає «Сонячний Диск». Важко сказати, чим пояснюється вживання цього слова, що почастішало, але, ймовірно, ще за Аменхотепа III у Фівах з'явився культ Атона як сонячного божества. На користь такого припущення говорять дві обставини: по-перше, судно цариці Тії, дружини Аменхотепа III і матері Аменхотепа IV Ехнатона, в якому вона плавала в спеціально викопаному для неї ставку, називалося «Сяйво Атона»; по-друге, в текстах гробниці № 46 у Фівах часів Аменхотепа III згадується титул того, хто в ній похоронений, — «управляючий палацом Атона». Є й інші вказівки на появу у Фівах культу нового сонячного божества Атона. Інакше кажучи, культ Атона у Фівах виник ще за Аменхотепа III, якщо не раніше. Очевидно, що Атон був однією з іпостасей сонячного бога Геліополя Ра-Горахте, або якось тісно з ним пов'язаний.
Новий повелитель Єгипту, Аменхотеп IV, ще у Фівах став помітно відходити від традицій культу Амона. Це виявляється в мистецтві: в зображеннях зникає символіка Амона-Ра та інших стародавніх богів. Натомість з'являється новий образ — Сонячний Диск, проміння якого закінчується кистями людських рук з символами життя і влади. Офіційна традиційна нерухомість, відчуженість у зображеннях фараона і його сім'ї змінюються динамічністю, натуралізмом. Дуже точно, а може бути дещо перебільшено, відтворюються непривабливі особливості фараонової статури. Цей контраст старого і нового стилів особливо різко впадає в очі у фіванській гробниці візира Аменхотепа IV на ім'я Рамос (фараон зображений тут то в старому, то в новому стилі). Гробниця не закінчена, і що трапилося з візиром — невідомо. За ним почали «зникати» й інші вельможі. Джерела бережуть повне мовчання про події подальшого часу. Можна лише припустити, що конфлікт між новим фараоном, його новаторським мистецтвом і культом нового бога Атона, з одного боку, і фіванським жрецтвом, та стародавніми традиціями — з іншого, посилювався. На шостому році свого правління Аменхотеп IV переніс свою резиденцію в нову, тільки що побудовану ним столицю Ахетатон (сучасна Ель-Амарна), на північ від Фів, на східному березі Нілу, де ніщо не нагадувало новому фараону ні бога Амона, ні його багатого і гордовитого жрецтва. Тут все було пронизано культом нового бога — Атона. Йому був споруджений грандіозний храм.
Навколо фараона з'явилася нова бюрократія і нове жрецтво, жрецтво бога Атона. Фіви занепадали. У скарбницю Амона перестали поступати доходи, імена ж Амона та інших божеств піддавалися переслідуванню — їх повсюдно стирали в написах. Ім'я Амона стиралося навіть на написах покійного Аменхотепа III.

### Релігійно-політична реформа Ехнатона
Царювання Ехнатона стало часом неймовірної релігійної реформи, яка потрясла всі засади традиційного староєгипетського суспільства, цивілізації і культури. Переосмисливши стародавнє вчення геліопольського жрецтва про ключову роль сонячного божества, цар закрив храми богів, замість культів яких було встановлено державне шанування бога Атона. Була змінена й ідеологія влади фараона: він і його дружина, що спрадавна почиталися як земні втілення Гора і Хатхор, відтепер іменували себе божествами Шу і Тефнут — безпосередніми дітьми сонячного бога.
На п'ятому році правління Аменхотеп IV змінює своє ім'я, що в перекладі звучить як «Амон задоволений», на Ехнатон — «бажаний Атону». Зміні піддаються й імена найближчих родичів фараона, у тому числі його головної дружини Нефертіті, що одержала нове ім'я Нефернефруатон. Батьком фараона проголошено бог Атон.

#### Введення культу Атона
Після введення у державі культу Атона, багато стародавніх храмів занепали, жрецтво Амона переслідувалося царем, на храмових рельєфах знищувалися зображення та імена ненависного цареві-реформаторові бога Амона — Ехнатон не щадив навіть імені свого батька Аменхотепа III. Абсолютизуючи власну владу, Ехнатон довів до крайності культ своїх власних статуй, які вважалися проявами його божественного єства. Реформа Ехнатона допускала шанування й ряду інших божеств: з Атоном спочатку співіснували інші форми сонячного божества (головним чином Ра і Ра-Горахте, ототожнені з Атоном), духи і демони.
Культ Атона і по суті, і формою різко відрізнявся від культу Амона і всіх інших стародавніх богів — новий бог не мав ні антропоморфної, ні тим більше зооморфної іконографії; образ його не втілювався в статуях, про нього не існувало ніяких міфів і оповідей; до міфології інших богів він не мав ані найменшого відношення. Це був культ натуралістичний — культ самого животворящого сонця, інакше кажучи, культ великої сили природи, простий і ясний, позбавлений теологічних і міфологічних хитрувань, оздоб і символіки. Храм Атона був відкритий для всіх, ніяких неприступних для віруючих місць у ньому не було. Дари приносилися на відкриті вівтарі великому і єдиному новому богу. Як же уявляли собі цього бога його прихильники, починаючи з самого Ехнатона? Відповідь на це питання дає нам прекрасний гімн богу Атону, складений, мабуть, самим Ехнатоном або за його вказівкою: «Атон — животворяща сила космосу; він творець всього світу, тварин і людей. Створивши людей, Атон наділив їх різними мовними і етнічними ознаками, різним кольором шкіри. Він створив і Єгипет, і чужоземні країни — Сирію, Куш — і забезпечує їх існування.» Інакше кажучи, Атон — універсальний бог, благий для всіх і вся.
«Аменхотеп IV відкинув вікове єгипетське многобожжя і встановив, як державне вірування, шанування одного тільки сонця разом з його сином і подібністю — фараоном». Чудово, що «перші сонцепоклонні нововведення царя і, навіть, панування культу сонця, в збиток всім іншим єгипетським божествам були здійснені в старій столиці», тобто у Фівах. Але після переїзду двору в нову столицю не тільки імена старих богів, але самі слова «боги», «бог» не тільки зникли з сонцепоклонних пам'ятників, але інколи навіть знищувалися на колишніх надписах.. Таким чином, в країні за волею царя, через його авторитет і реальну владу був встановлений фактично строгий монотеїзм, що замінив стародавній політеїзм. «Навіть на околиці країни, у найвіддаленіших храмових угіддях, виконували накази столиці. У самій столиці в місті Не (тобто у Фівах) люди дуже скромного суспільного положення всіляко уникали вживати на власній похоронній церемонії слово „бог“. Проте подекуди проривалися старі традиції. В написі правителя одного міста недалеко від Ахетатона згадується бог Хнум». Проте подібні факти були поодинокими. Сила царської влади поставила, принаймні ззовні, всю країну на коліна перед богом Атоном. «Було повне відкидання старих богів… Одночасно це було повне торжество і завершення уявлення про сонце як про фараона… Нова віра… стала бачити і у фараоні, і в сонці тільки двох надприродних царів».

#### Нова столиця
Фараон прийшов до висновку, що Атону потрібний не окремий храм, а ціле місто, покинув Фіви і почав будувати нову столицю, що одержала назву Ахетатон — «горизонт Атона». Згідно з оголошеною народу легендою, місце нової столиці за 300 км на північ від старої було нібито вказано самим Атоном, під час плавання Ехнатона вгору Нілом. Нова столиця за задумом царя повинна була повністю затьмарити Фіви та Мемфіс як релігійний, культурний і політичний центр країни. Руїни Ахетатона були знайдені поблизу сучасного єгипетського містечка Ель-Амарна. Крім культових і адміністративних споруд Ехнатона, в цьому місці в 1887 році місцевою селянкою був знайдений також клинописний дипломатичний архів, що відображає листування Аменхотепа III і Ехнатона з правителями країн Близького Сходу, — знамениті «Амарнські листи». За назвою археологічної місцевості, де колись знаходилася столиця Ехнатона, епоха правління самого царя і його найближчого наступника — Сменхкара — у науці одержала назву «амарнського періоду».
Улюбленою темою зображень на рельєфах і стелях у храмах і гробницях Ахетатона став повсякденний побут царя і його сім'ї — дружини, знаменитої Нефертіті (Нефернефруатон), і дочок. Уперше в єгипетському мистецтві з'явилися світські образи фараону і його дружини, зображених у світській і невимушеній обстановці. Амарнському мистецтву властива надмірна реалістичність, часом перехідна в натуралізм. Найяскравішим прикладом мистецтва амарнського періоду вважаються скульптурні зображення цариці Нефертіті, зроблені Тутмосом Молодшим, черепок з ім'ям якого був знайдений у купі будівельного сміття в його майстерні в Ахетатоні.
Амарнський період тривав недовго (близько 20 років), як і правління самого Ехнатона. Він був настільки зосереджений на справах своєї сім'ї і зміцненні нового культу, що не надавав належної уваги ні внутрішній, ні зовнішній політиці. Під час його правління не було проведено жодного походу, від Єгипту відпали Сирія і Ханаан. Єгипет втратив не тільки політичний престиж, одержаний фараонами-завойовниками XVIII династії, але і економічну могутність, оскільки в результаті реформ від управління були відчужені адміністратори-жерці, що зберігали вірність старому культу.

#### Причини релігійної реформи
Причини релігійної реформи Ехнатона, яку іноді називають атоністичною революцією, не ясні. Існують чотири точки зору на її витоки.
Згідно з першою з них реформа Ехнатона стала результатом боротьби військової і жрецької знаті. Жрецтво традиційно було привілейованим класом у Давньому Єгипті, а успішні військові походи фараонів XVIII династії тільки посилили його економічну могутність і політичний вплив. Проте паралельно намітилася тенденція формування нової знаті, переважно вихідців із середніх і бідних верств населення. Причинами їх просування за суспільною ієрархією були старанна служба в регулярній армії і особиста відданість фараону. Суперечності привели до прихованого протистояння жрецтва і демократичнішої за своїм характером військової знаті. Зрештою, реформа була необхідна фараону, що спирався на новий привілейований клас, для обмеження всевладдя жерців Амона-Ра.
Інші дослідники висловлюють припущення, що реформа була необхідна для створення спільної релігії для тіснішого згуртування обширної Єгипетської держави.
Дві інші теорії зводяться до пояснення підстав для атоністичного перевороту психологічними чинниками, що спостерігаються в особі самого фараона. Зміни в релігії і політиці були викликані особистими переконаннями царя, який був послідовним апологетом нової релігії. В окремих джерелах також робиться наголос на жіночу зовнішність Ехнатона на зображеннях, створених творцем Тутмосом Молодшим, це дозволяє припустити, що він страждав синдромом Фрелиха, отже, його реформи могли бути викликані особливостями його хворобливого характеру.

### Суть реформи
Проблема має дві сторони, різні по суті, проте зв'язані між собою.
Релігійний переворот Аменхотепа IV був, по суті, чисто світоглядним, він не мав глибокого соціального коріння. Свою концепцію Аменхотеп IV витягнув із надр геліопольської догми про бога Ра як деміурга і першого фараона, що керував світом. Яким чином ідея про Атона як про бога сонця, животворящої сили природи в природному вигляді, позбавленому всяких антропоморфних і зооморфних характеристик, вільному від міфології і символіки, отримала свою остаточну форму — невідомо. Ймовірно, вчення про Атона — результат творчості самого фараона. Вчення про Атона не було ні закономірним результатом, ні необхідним етапом еволюції єгипетського релігійного мислення; воно було породжене розумом і волею Ехнатона. Це не значить, звичайно, що переворот не мав під собою ніякого реального ґрунту. Конфлікт між фараоном і фіванським жрецтвом, що виник ще за часів перебування фараона у Фівах, розрісся в грандіозну боротьбу. Прапором фараона в цій боротьбі став Атон, на стороні жрецтва виступали Амон і старі боги. У процесі боротьби відбулися істотні зсуви в правлячій верхівці країни. Знищивши матеріальну і релігійну допомогу старого жрецтва і знаті, фараон замінив це угрупування новим, із підібраних ним людей.
Монотеїзм Ехнатона був пасивно сприйнятий народом, який сторіччями і навіть тисячоліттями виховувався у дусі вірувань розгалуженого політеїзму, що складали невід'ємну частину його духовного життя. Бог-фараон Атон був недосяжний і незрозумілий, він не міг замінити народу пантеон великих і малих богів, всіляких духів, «спілкування» з якими було насущною, повсякденною потребою.
Ехнатон викинув із геліопольського вчення про бога Ра елементи міфології, символіки і політеїзму, зберігши лише все безпосередньо «сонцепоклонне» у вигляді, що раціоналізував. Сонцепоклонний зв'язок вчення про Атона з геліопольськими переконаннями абсолютно очевидний. Навряд чи можна сумніватися і в тому, що Аменхотеп IV віддав перевагу Атону перед фіванським Амоном у ранній період свого правління, ще у Фівах. Цілком зрозуміло, що така акція викликала опір фіванського жрецтва і поклала початок його запеклій боротьбі з Аменхотепом IV.
Офіційний монотеїзм, введений Аменхотепом IV, недовго жив, як і його творець і організатор. Наступник Аменхотепа IV, фараон Тутанхатон (Тутанхамон), що вступив на престол у 1347 році до н. е., відновив культ Амона, інших богів і взагалі всі стародавні традиції. Жрецтво і знать ліквідовували за правління Тутанхатона, що змінив своє ім'я на Тутанхамон, всі нововведення Ехнатона. У так званому «реставраційному» написі Тутанхамона сказано, що в результаті правління Ехнатона країна була в повному занепаді, що від неї відвернулися боги, бо храми богів і богинь, починаючи від Елефантіни і аж до Дельти, були забуті. Пізніше, в одному з папірусів часів XIX династії (фрагмент Берлінського папірусу № 3040а), Ехнатон названий «бунтівником», як і у відомому написі Меса того ж часу. Таким чином, Ехнатон порівняно скоро після смерті уславився бунтівником і єретиком. Так віднеслися нащадки до того, хто силою своєї влади ввів у всій країні монотеїзм. Слабкою стороною релігії Атона було байдуже відношення до традиційного і такого дорогого для єгиптян вчення про замогильне життя і пов'язаного з ним уявлення про замогильну відплату. Віруючий у замогильне життя єгиптянин, виявився дезорієнтованим, а їх була більшість, і всі вони були в таборі супротивників Атона.

### Значення та сучасні оцінки Ехнатона
Релігійна реформа Ехнатона широкого розповсюдження в єгипетському суспільстві не одержала і, навпаки, була сприйнята вороже. У своїх діях фараон спирався на прошарок «нової» знаті, що походила з найбідніших верств населення, зобов'язаних своїм піднесенням особистій волі фараона. Два з половиною століття через співіснування двох шарів військової знаті і жрецтва в країні проходить глибинний розкол єгипетського суспільства, який привів до остаточної деградації царської влади і падіння Нового царства.
Суть перетворень Ехнатона не цілком ясна для нашого часу. З моменту відкриття руїн Ахетатона біля сучасної Амарни домінуючою в єгиптології була точка зору, згідно з якою нове віровчення Ехнатона було монотеїстським або дуже близько до такого. Згідно з цією теорією, Ехнатона можна вважати першою особою у світовій історії, про яку документально відоме її поклоніння Єдиному Богу, а атонізм є одним із найдавніших монотеїстських віровчень. Ця гіпотеза, витоки якої лежать у працях єгиптологів початку XX століття, була відправною точкою для окремих подальших спекуляцій, що встановлюють прямі зв'язки між Ехнатоном і Мойсеєм, аж до їх ототожнення.
Багато сучасних істориків вважає, що віровчення Ехнатона, в перше десятиріччя його правління, крім Атона — зримої форми сонячного диска та інших богів — Шу, Ра-Горахте, Тефнут і т. д., — не було чітко монотеїстським. Проти характеристики атонізму як монотеїзму виступають багато фахівців епосу Амарни — єгиптологи: Д. Редфорд, Е. Ертман, Н. Рівз.
Проте і думка, що не існує ніяких зв'язків між атонізмом і монотеїзмом, є дуже поспішною. Оптимістичнішим виглядає думка, яка характеризує атонізм як протомонотеїзм або генотеїзм — перевага одному з божеств.

## В культурі

### В музиці
1. У 1983 році американським композитором Філіпом Ґлассом була написана опера «Ехнатон».

### В літературі
1. "Йосип та його брати" Томас Манн, 1943.
2. П'єса "Ехнатон" Агати Крісті, 1973.

Пам'ятний знак Ехнатону на території МАУПу в Києві

## Вшанування пам'яті
У Києві на території МАУП встановлено погруддя фараону Ехнатону.